# Joika
A joika (vagy juoiggus, luohti, vuolle, leu'dd) egy hagyományos számi dalforma Skandináviában és Oroszországban a Kola-félszigeten.
Eredetileg a joika egy bizonyos számi énekstílust jelölt, de manapság angol nyelven a fogalom minden számi énekstílust jelöl. Nagyon hasonlít az észak-amerikai indián kántáló énekekhez, és közös jellemzőkben osztozik a szibériai sámánisztikus kultúrákkal, például a természet hangjainak utánzásában.
A számik jellegzetes stílusa.
Minden joika természete szerint utal egy bizonyos helyre vagy személyre, legyen az ember vagy állat.  Mélyen személyes vagy spirituális. Ez persze nem azt jelenti, hogy egy helyről vagy személyről szól, hanem hogy az énekes megpróbálja közvetíteni annak a helynek vagy személynek a jelenlétét. Általában nagyon rövid a szövege vagy nincs is. Az improvizáció nem szokatlan a joikában. A joika éneklését jelölő ige a juoigat egy tárgyas ige, amit gyakran úgy értelmeznek, mint az énekes evokálja vagy leírja, megjeleníti az ének tárgyát. Nem valakiről szól a joika, hanem valakinek joikája van. 

## Története
Mivel a számi kultúra az első hittérítők megérkezése előtt, azaz a 17-18. századig nem ismerte az írást, nincsenek feljegyzések a joika eredetéről. A szájhagyományok szerint az északi tündérek vagy tündék tanították meg rá az embereket. Just Quigstad, a számi szájhagyomány feljegyzője több művében is megemlékezett erről. A zenekutatók szerint a joika az egyik legrégibb legősibb ma is élő zenei hagyomány.
Szertartásokon a sámán joikázott, hogy révületbe kerüljön. Utána egy nő joikázott, hogy visszahozza a sámánt a révületből. De nemcsak szertartásokon énekeltek ebben a stílusban, hanem egyébként is, saját kedvükre.  
A keresztény hittérítők gyanakodva tekintettek a joikára, előadását bűnnek tekintették. A 18-20. században büntetés járt érte. A térítéssel karöltve megindult a számik erőszakos asszimilációja a norvégokhoz. A hittérítők véleménye hozzájárult a joikáról alkotott vélemény romlásához. A bűnként való megítélés oka, hogy a sámánokhoz, az általuk végzett rituálékhoz kapcsolódott, és varázslásra emlékeztetett. Az 1950-es években az iskolákban tiltott volt. 2014-ben az egyházi tanácsban megvitatták, hogy betiltsák-e  Kautokeino és Maze templomaiban a nem egyházi zenét; végül nem rendeltek el tilalmat.
Mindezek ellenére a joikát megőrizte a hagyomány, mivel erősen gyökerezik a kultúrában. Ihletforrásnak is használják.

## Előadásmódja, változatai
Jelenleg két stílusa van: a hagyományos, mormogó és a modern stílus, amit többnyire fiatalok énekelnek és a kortárs számi zenében használnak. Mindegyikben fontos szerep jut az improvizációknak; becslések szerint a joika fele improvizált, amivel a helyhez és a hangulathoz alkalmazkodnak.
A különböző területek joikái különböznek:
- A dél-számi joika neve vuolle, és a késő középkori, kora újkori világ stílusát használja. A kereszténység felvétele miatt alig joikáztak, ezért megállt a fejlődésben.
- A kelet-számi változat a leu'dd.
- Az észak-számi a luohti, jelenleg ez a legfejlettebb, és legelterjedtebb.

A hagyományos stílusban a joikának nincs vagy alig van szövege. Pentaton tónusú, és többnyire szólóban éneklik. Az énekest néha egy hagyományos hangszerrel, a fadnóval kísérik. A sámánok sámándobot használtak kíséretként. A modern stílusban a szövegek hosszabbak, hangszeres kíséretet is használnak, és a tónussal is szabadabban bánnak. A leggyakoribb kísérő hangszer a dob, de nem a hagyományos számi dobbal, mert azt csak szertartásoknál veszik elő. A modern joika leginkább északi, néha keleti. 
Az északi számi területeken a joika leginkább személyes, azaz egy személyre utalnak. Egy joika általában akkor készül valaki számára, amikor megszületik. Joanna Lumley angol színésznőnek számos joikát volt alkalma meghallgatni az északi fény honában tett utazása során, de az északi fénynek nem volt joikája. A számik nem is nagyon beszéltek az égi jelenségről. Lehet jelen, múlt vagy jövő idejű, kifejezhet különböző érzelmeket és reményeket. A legkedveltebb joikák személyekhez és a farkasokhoz kapcsolódnak, amelyek az adott személyt jellemzik. Az előadást gesztusok egészítik ki.
A hagyományos sámánizmus hiedelmei és gyakorlatai érdekes hasonlóságokat mutatnak szibériai sámán hagyományokkal. Egyes joikákak a sámánok énekeltek szertartásaik alatt,  ennek emlékét a népi irodalom is megőrizte. Ahogy az észak-ázsiai kultúrákban, úgy itt is utánozhatják a természet hangjait.
A számik minden évben keleten,  Kautokeinóban tartják dalversenyüket, a Sami-Grand-Prixet, ahoil az előadók saját műveiket mutatják be.

## Híres joikások
- Nils-Aslak Valkeapää – joikáit az 1994. évi téli olimpiai játékok alkalmával és az Ofelaš című filmben is lehetett hallani
- Wimme Saari – számi együttes, a joikákat modern stílusban dolgozzák fel dalaikban
- Sofia Jannok – számi énekesnő

## Fordítás
Ez a szócikk részben vagy egészben  a   Joik című angol Wikipédia-szócikk fordításán alapul.  Az eredeti cikk szerkesztőit annak laptörténete sorolja fel. Ez a jelzés csupán a megfogalmazás eredetét és a szerzői jogokat jelzi, nem szolgál a cikkben szereplő információk forrásmegjelöléseként.

## Külső hivatkozások
- Ánde Somby: Joik and the theory of knowledge
- The Many Faces of the Yoik
- Finnish Music Information Center
- Sami Folk Bands & Musicians online